# 10665 Ортігао
10665 Ортігао (10665 Ortigão) — астероїд головного поясу, відкритий 16 жовтня 1977 року.
Тіссеранів параметр щодо Юпітера — 3,292.